# Aeca
Aeca (łac. Diocesis Aecanus) – stolica historycznej diecezji we Włoszech w prowincji Apulia. Była średniowiecznym miasteczkiem ulokowanym w rejonie współczesnej Troi. Obecnie katolickie biskupstwo tytularne. Od 2003 biskupem Aeca jest biskup pomocniczy opolski Paweł Stobrawa.

## Biskupi tytularni
| Lp. | Biskup           | Funkcja                                       | Od               | Do                   |
| --- | ---------------- | --------------------------------------------- | ---------------- | -------------------- |
| 1   | Mario De Santis  | biskup pomocniczy Foggii (Włochy)             | 14 grudnia 1974  | 17 stycznia 1985     |
| 2   | Christian Werner | biskup koadiutor ordynariatu polowego Austrii | 9 stycznia 1992  | 11 października 1997 |
| 3   | Paweł Stobrawa   | biskup pomocniczy opolski                     | 16 kwietnia 2003 |                      |